# True North (a-ha)
True North è l'undicesimo album in studio del gruppo musicale norvegese a-ha, pubblicato il 21 ottobre 2022.

## Tracce
1. I'm In (Magne Furuholmen) – 5:05
2. Hunter in the Hills (Paul Waaktaar-Savoy) – 4:11
3. As If (Paul Waaktaar-Savoy) – 4:56
4. Between the Halo and the Horn (Magne Furuholmen) – 4:11
5. True North (Magne Furuholmen) – 4:55
6. Bumblebee (Paul Waaktaar-Savoy) – 4:07
7. Forest for the Trees (Paul Waaktaar-Savoy) – 3:53
8. Bluest of Blue (Magne Furuholmen) – 4:34
9. Make Me Understand (Paul Waaktaar-Savoy) – 3:59
10. You Have What It Takes (Magne Furuholmen) – 4:22
11. Summer Rain (Magne Furuholmen) – 4:15
12. Oh My Word (Paul Waaktaar-Savoy) – 3:08

Durata totale: 51:36

## Formazione
- Morten Harket - voce
- Magne Furuholmen - tastiere
- Paul Waaktaar-Savoy - chitarre

## Classifiche
| Classifica (2022) | Posizione massima |
| ----------------- | ----------------- |
| Svizzera          | 5                 |